# William Gilbert
För satirikern och operettförfattaren, se W. S. Gilbert.
William Gilbert, född 24 maj 1544 i Colchester, död 30 november 1603 i London troligen av pesten, var en engelsk hovmedikus för Elisabeth I och Jakob I och naturfilosof, känd för sina undersökningar av magnetism och elektricitet. 
Efter universitetsstudier var Gilbert praktiserande läkare i London, och blev senare drottning Elisabets livmedikus. Gilbert sysslade dessutom med fysikaliska studier och har betecknas som grundläggare av läran om magnetismen och elektriciteten. Han upptäckte den magnetiska induktionen och med den berömda skriften De Magnete, Magneticisque Corporibus, et de Magno Magnete Tellure (1600) grundlade han läran om jordmagnetismen. I samma bok studerade Gilbert även de elektriska fenomenen, och Gilbert framkastade en teori för elektricitetens natur. Namnet elektricitet härstammar även från Gilbert.
Gilbert redogör för experiment han utfört med en modell av jorden, kallad terrella. Han kunde genom sina experiment dra slutsatsen om jordens magnetism, och att detta var skälet till att kompasser pekade mot norr. Före honom var den allmänna teorin att Polstjärnan orsakade kompassens riktning. I boken studerade han även statisk elektricitet genom att använda bärnsten; bärnsten heter elektron på grekiska och Gilbert beslutade sig därför för att kalla kraften ”elektrisk kraft”. Han blev 59 år. Dog troligen av pesten.

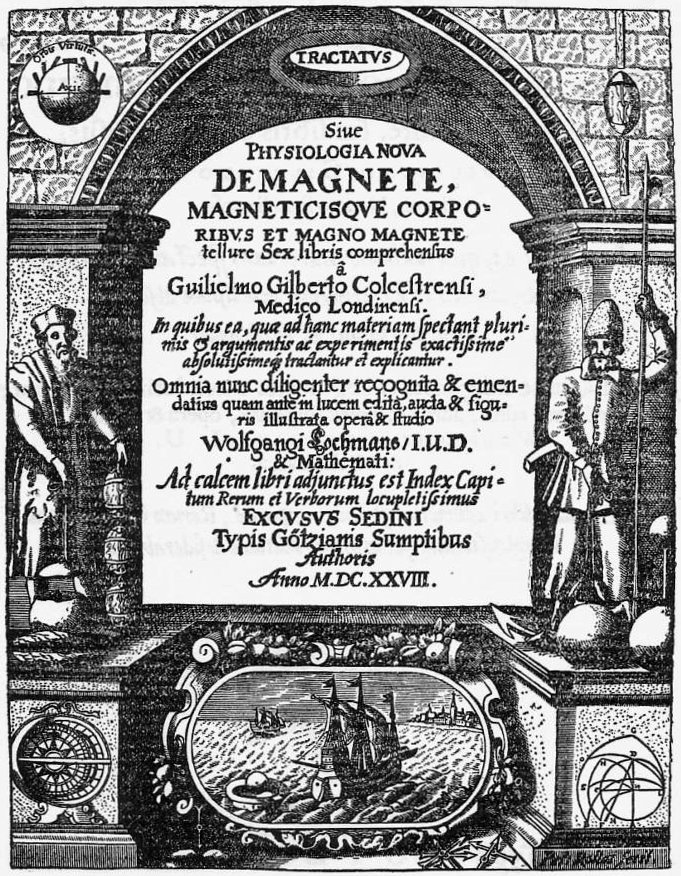
Titelsidan i William Gilberts mest betydelsefulla verk De Magnete, Magneticisque Corporibus, et de Magno Magnete Tellure (1600).